# 2014년 가오슝시 가스 폭발 사고

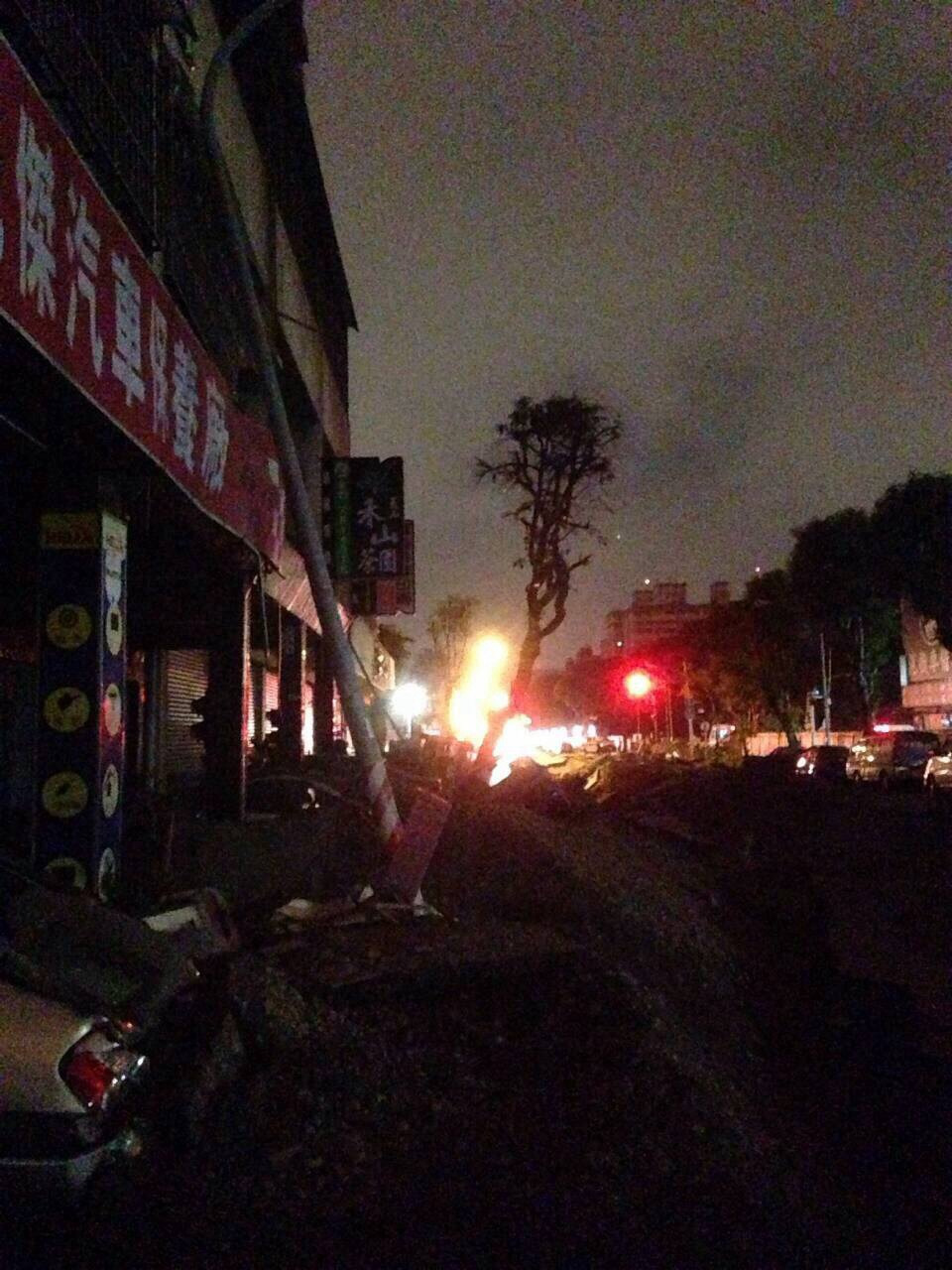
폭발 이후의 가오슝시 전경.

2014년 가오슝시 가스 폭발 사고(중국어 정체자: 2014年高雄氣爆事故, 병음: 2014 Nián Gāoxióng Qìbào Shìgù)는 2014년 7월 31일 오후 8시 46분에 중화민국 가오슝시의 링야구와 첸전구에서 일어난 가스 폭발 사고이다.

## 사건
2014년 7월 31일 금요일 저녁에 일어난 이 폭발은 목격자에 따르면 갑자기 보도가 불덩어리와 함께 공중으로 날아갔다는 모습과 함께 일어났다. 폭발로 인해 도로 및 전력망이 파괴되어 정전이 발생했다. 목격에 의하면, 폭발로 인해 자동차 및 오토바이가 공중으로 날아갔고 일부 차량 및 피해자는 3~4층 건물 옥상에서 발견되었다. 거리 하나가 길을 따라 파괴되면서 소방차 및 기타 차량이 전복되었다. 금요일 아침에는 화재 대부분이 완전히 전소했지만, 일부 구역에는 화재가 계속 발생하고 있었다.
중화민국 행정원장인 지앙이후는 도시 주변에서 적어도 5번 이상의 폭발이 있었다고 말했다. 이 폭발로 인해 23,600가구의 가스 공급, 12,000 가구의 전기 공급, 8천 가구의 수도 공급이 끊겼다.
가오슝 시 및 근처의 타이난시와 핑둥현의 소방관이 진화를 위해 현장으로 출동했다. 그러나, 화재 진압 도중 소방관 4명이 사망했다. 또한, 응급 구조원 22명이 부상을 입었다. 금요일 저녁, 수색 및 구조견을 통해 생존자를 찾기 시작했다.
12,000명의 사람들이 밤새 학교 및 문화센터로 이루어진 10곳의 긴급 대피 공간에서 대피해 있었다. 주변의 모든 호텔도 예약으로 차 있었다.

## 같이 보기
- 가스 폭발
- 과달라하라 폭발 사고
- 대구 상인동 가스 폭발 사고
- 2015년 톈진항 폭발 사고